# 雅克·法蒂
雅克·法蒂（Jacques Faty，1984年2月25日—），是一名出生于法国的塞内加尔职业足球运动员，司职后卫。现在效力于澳大利亚职业足球联赛球队中央海岸水手。

## 俱乐部生涯
法蒂早期在法国足协克莱方丹青训中心接受足球训练，1999年被雷恩签入，并在2002年开始职业足球生涯。2007年夏季，法蒂转投马赛，但未能获得成功。2008年7月4日，他加盟索肖。2011年5月30日，法蒂前往土耳其，加盟斯瓦体育。2012/13赛季，他在球队失去位置，并在2013年的冬季转会窗关闭前租借到法甲球队巴斯蒂亚五个月。
2013年6月12日，中国足球超级联赛球队武汉卓尔宣布和法蒂签约2年。

## 国际比赛生涯
法蒂是法国U-17国家队参加2001年欧洲U-17足球锦标赛的队长，并率队获得冠军。他还代表法国U-21参加2006年歐洲U-21足球錦標賽。2009年8月，他接受塞内加尔国家足球队的征召并在9月5日和安哥拉的友谊赛首次代表国家成年队出场。

## 个人
法蒂的弟弟里卡多·法蒂也是一名职业足球运动员，现在效力于法甲球队阿雅克肖。他也是塞内加尔国家足球队的成员。